# 10 ans de cavale
 (août 2025).
Motif : Les quelques sources indiquées en bas de page ne montrent pas forcément la notoriété de cet album/compilation.
- Archive Wikiwix
- Bing
- Cairn
- DuckDuckGo
- E. Universalis
- Gallica
- Google
- G. Books
- G. News
- G. Scholar
- Persée
- Qwant
- (zh) Baidu
- (ru) Yandex
- (wd) trouver des œuvres sur Wikidata

| 1. | Préciser le motif de la pose du bandeau. | Précisez le motif de la pose du bandeau en utilisant la syntaxe suivante : {{admissibilité à vérifier\|date=août 2025\|motif=remplacez ce texte par le motif}}                        |
| 2. | Informer les utilisateurs concernés.     | Pensez à avertir le créateur de l'article, par exemple, en insérant le code ci-dessous sur sa page de discussion : {{subst:avertissement admissibilité à vérifier\|10 ans de cavale}} |

Singles
1. À l'ancienne (en duo avec Tryo)

10 ans de cavale est une compilation de Soan, sorti le 1er mars 2019,, constituée de 14 titres tirés de ses précédents albums, 5 titres inédits (Mort à ce monde, Jupiter, Pacifier, Erratum et À l'ancienne) et 4 interludes.

## Liste des titres
1. Mort à ce monde - 2:12
2. Jupiter - 3:13 (ft. Djazia Satour)
3. À tire d'ailes - 3:04
4. Séquelles - 3:47
5. De mémoire d'enfant - 2:48
6. Dam didam - 3:30
7. Il ne se passe rien - 3:15
8. Interlude 1 - Bo Poncho - 0:48
9. Parisiennes - 3:18
10. Pacifier - 1:50 (ft. Baptiste Ventadour)
11. Interlude 2 - La belle de Cadix, Pt.1 - 0:13
12. Drosophile - 3:29
13. Erratum - 2:44
14. Interlude 3 - La belle de Cadix, Pt.2 - 0:36
15. À la fin - 2:32
16. Emily - 2:56
17. Les malentendus - 3:05
18. Interlude 4 - First Chicken - 0:50
19. À l'ancienne - 3:04 (feat. Tryo)
20. Fée Clochette - 2:53
21. Paris - 4:04
22. Putain de ballerine - 3:03
23. Petit cadeau - 3:03